# Cixius quinaria
Cixius quinaria är en insektsart som beskrevs av Tsaur 1991. Cixius quinaria ingår i släktet Cixius och familjen kilstritar. Inga underarter finns listade i Catalogue of Life.